# Noidan
Noidan település Franciaországban, Côte-d’Or megyében. Lakosainak száma 87 fő (2022. január 1.). Noidan Clamerey, Thorey-sous-Charny, Charny, Fontangy és Normier községekkel határos.

## Népesség
A település népességének változása:
| Lakosok száma | 111  | 93   | 71   | 88   | 79   | 77   | 74   | 73   | 73   | 87   |
|               | 1968 | 1982 | 1990 | 2006 | 2013 | 2015 | 2017 | 2019 | 2020 | 2022 |